# أرجمون
الأرغمون أو الأرجمون أو الخشخاش الشائك أو سناف (الاسم العلمي: Argemone) (بالإنجليزية: prickly poppy)‏ هو جنس من النباتات يتبع الفصيلة الخشخاشية من رتبة الحوذانيات. الاسم العلمي مشتق من اليونانية القديمة argema: غشاوة العين، النقطة البيضاء في العين، إشارة إلى استعمالها قديمًا في مداواة هذه المرض.